# 朱南英
朱南英（1545年—？），字子醇，號雲峥，浙江紹興府山陰縣人，軍籍，明朝政治人物。

## 生平
嘉靖四十三年（1564年）甲子科浙江鄉試第七十四名，萬曆五年（1577年）丁丑科會試第六十三名，登三甲第一百零九名進士。授江西奉新知縣，擢刑部主事，升郎中。萬曆十六年，擔任泉州府知府。调陕西鳳翔知府，二十四年二月升广东按察司副使，二十七年十二月調補湖廣左參議，復任廣東副使，三十一年四月升本省参政，又降湖廣副使，三十三年十一月升陕西苑马寺卿，三十四年七月升雲南右参政。

## 家族
曾祖朱鑾；祖父朱尚文；父朱東陽，封刑科給事中。母劉氏（封孺人）。具慶下。兄朱南雍，府丞。